# Titularbistum Cisamus
Cisamus (ital.: Cisamo) ist ein Titularbistum der römisch-katholischen Kirche. 
Es geht zurück auf einen antiken Bischofssitz in der Stadt Cisamos (heute Kissamos) in der römischen Provinz Creta et Cyrene bzw. in der Spätantike Creta auf der griechischen Insel Kreta.
| Titularbischöfe von Cisamus |                                          |                                                                                        |                    |                   |
| Nr.                         | Name                                     | Amt                                                                                    | von                | bis               |
| 1                           | Fortunato Bisleti                        |                                                                                        | 15. November 1728  | 1749              |
| 2                           | Miguel Anselmo Álvarez de Abreu y Valdez | Weihbischof in Tlaxcala (Mexiko)                                                       | 22. September 1749 | 22. April 1765    |
| 3                           | Joannes Pettani                          | emeritierter Bischof von Šibenik (Kroatien)                                            | 14. Februar 1767   |                   |
| 4                           | Martin Nugk von Lichtenhoff              | Apostolischer Administrator in den Lausitzen (Deutschland)                             | 15. November 1775  | 21. Juni 1780     |
| 5                           | José Casquete Prado OS                   | Prior von San Marcos de Leon (Spanien)                                                 | 18. Dezember 1797  | 2. Februar 1838   |
| 6                           | Dominik Mayer                            | Militärordinarius von Österreich-Ungarn (Österreich)                                   | 1. Oktober 1863    | 4. Mai 1875       |
| 7                           | Adrien-François Rouger CM                | Apostolischer Vikar von Süd-Kiangsi (China)                                            | 7. September 1883  | 31. März 1887     |
| 8                           | Thomas William Wilkinson                 | Weihbischof in Hexham und Newcastle (Vereinigtes Königreich Großbritannien und Irland) | 15. Mai 1888       | 28. Dezember 1889 |
| 9                           | Charles Maurice Graham                   | Koadjutorbischof von Plymouth (Vereinigtes Königreich Großbritannien und Irland)       | 25. September 1891 | 25. Oktober 1902  |
| 10                          | Heinrich Joeppen                         | Militärbischof für das Deutsche Heer im Militärordinariat von (Deutschland)            | 27. Oktober 1913   | 22. Februar 1927  |
| 11                          | Lajlo Budanovic                          | Apostolischer Administrator der Jugoslawischen Batschka (Jugoslawien)                  | 28. Februar 1927   | 16. März 1958     |
| 12                          | Nikollë Troshani                         | Apostolischer Administrator der Durrës (Albanien)                                      | 18. April 1958     | 25. Mai 1994      |